# نوبو كواكامي
نوبو كواكامي (باليابانية: 川上 信夫) (مواليد 4 أكتوبر 1947)، هو لاعب كرة قدم ياباني سابق كان يلعب كمدافع. سبق له أن لعب مع منتخب اليابان.

## وصلات خارجية
- نوبو كواكامي على موقع قاعدة بيانات كرة القدم.إي يو (الإنجليزية)
- نوبو كواكامي على موقع ناشيونال فوتبول تيمز (الإنجليزية)

- National Football Teams
- Japan National Football Team Database